# Hypodiscus aristatus
Hypodiscus aristatus là một loài thực vật có hoa trong họ Restionaceae. Loài này được (Thunb.) C.Krauss mô tả khoa học đầu tiên năm 1845.